# 慈廉縣

阮朝時期懷德府慈廉縣圖

慈廉縣（越南语：／）是越南首都河内市曾經下辖的一个縣。面積75.32平方千米，2010年總人口55萬。2013年12月27日，慈廉縣被拆分為南慈廉郡和北慈廉郡。
文进勇的故居位於古芮社。

## 地理
慈廉县东接纸桥郡、西湖郡和青春郡，西接怀德县和丹凤县，南接河东郡，北接东英县。

## 历史
1961年5月31日，河内郊区划定为4县，以义都社（包括义都村、兑门村、拜恩村）、春罗社、春鼎社、古芮社、富上社、安和社（除了苏沥江东岸的纸桥庯）、新进社、瑞芳社、日新社、广安社、四联社（除了第六店）、仁政社（包括巨政村、甲一村、官人村、上亭村苏店）、中和社、驿望社、枚驿社、米池社、和平社、德胜社、中坚社、明开社、陈富社、新民社、春芳社（包括原春芳社和修篁村）、刚坚社、有兴社（包括原有兴社和苗芽村、玉轴村）、忠诚社（包括原忠诚社和廊下村亭店）26社重新设立慈廉县。
1964年2月19日，有兴社分设为西姥社和大姥社；西姥社包括西姥村、富庶村和苗芽村，大姥社包括大姥村、安泰村、交光村和玉轴村。
1964年11月，新民社更名为上葛社，新进社更名为连幕社，德胜社更名为东鄂社，中坚社更名为西就社，陈富社更名为富演社，忠诚社更名为安朗社。
1965年11月，和平社更名为美亭社，刚坚社更名为忠文社。
1978年4月20日，富演社和明开社合并为富明社。
1982年10月13日，义都社和中央阮爱国学校、科学技术院和E医院合并为义都市镇，驿望社和安和社析置纸桥市镇，枚驿社、富明社和美亭社析置梂演市镇。
1990年9月17日，富明社分设为富演社和明开社。
1992年4月17日，义都市镇析置义新市镇。
1995年10月28日，以四联社、日新社、广安社、春罗社、富上社5社和巴亭郡3坊析置西湖郡。
1996年11月22日，以纸桥市镇、义都市镇、义新市镇、枚驿市镇、驿望社、安和社、中和社4市镇3社析置纸桥郡；以仁政社1社和栋多郡5坊、青池县1社析置青春郡。
2013年12月27日，以上葛社、连幕社、西就社、瑞芳社、明开社、富演社、东鄂社、春鼎社、古芮社9社和春芳社部分区域、梂演市镇部分区域分设北慈廉郡，以米池社、美亭社、忠文社、西姥社、大姥社5社和春芳社部分区域、梂演市镇部分区域分设南慈廉郡。

## 行政區劃
慈廉縣下轄1市鎮15社，县莅梂演市镇。
- 梂演市鎮（Thị trấn Cầu Diễn）
- 西姥社（Xã Tây Mỗ）
- 美亭社（Xã Mỹ Đình）
- 富演社（Xã Phú Diễn）
- 上葛社（Xã Thượng Cát）
- 瑞芳社（Xã Thụy Phương）
- 古芮社（Xã Cổ Nhuế）
- 米池社（Xã Mễ Trì）
- 春芳社（Xã Xuân Phương）
- 東鄂社（Xã Đông Ngạc）
- 西就社（Xã Tây Tựu）
- 明开社（Xã Minh Khai）
- 连幕社（Xã Liên Mạc）
- 春鼎社（Xã Xuân Đỉnh）
- 忠文社（Xã Trung Văn）
- 大姥社（Xã Đại Mỗ）